# 包斯日古楞
包斯日古楞，中华人民共和国政治人物、全国脱贫攻坚先进个人。

## 生平
包斯日古楞任中国兵器工业集团有限公司社会责任部专务。因在脱贫攻坚战中作出突出贡献，2021年2月25日全国脱贫攻坚总结表彰大会上，包斯日古楞被授予“全国脱贫攻坚先进个人”。